# Solus
Solus, anteriormente llamada "Evolve OS", es una distribución GNU/Linux independiente creada y desarrollada por Ikey Doherty. Es un sistema operativo libre para computadores personales y enfocado en la facilidad de uso. Utiliza el modelo de desarrollo de liberación/distribución continua (rolling release, en inglés) bajo el eslogan: "Install Today. Update Forever (Instálalo hoy, actualizaciones para siempre)".

## Historia
En el año 2015, Ikey Doherty llega con una nueva distribución llamada "Evolve OS" y un nuevo escritorio llamado "Budgie". Sin embargo, debido a problemas legales con el gobierno de Reino Unido, tuvo que renombrar su distribución tomando finalmente el nombre de Solus. Ese mismo año, lanza su primera beta pública.
El 20 de septiembre de 2015, se anuncia que Solus 1.0 tendrá el nombre clave "Shannon", como el río Shannon en Irlanda, indicando que los siguientes nombres claves serán tomadas de nombres de ríos irlandeses.
Al año siguiente el 10 de julio Solus anuncia que comenzará a utilizar el modelo de desarrollo de liberación continua (conocida también en el ámbito tecnológico como rolling release).
Posteriormente, el 18 de enero de 2017 fue anunciado por Ikey Doherty que Solus adoptaría el sistema Flatpak para el uso de aplicaciones de terceros. Esto significará una mejora en la disponibilidad de software de desarrolladores cuyas licencias prohíben su distribución mediante el repositorio de software de Solus.
El 25 de enero Solus anuncia que reescribirán el código de su escritorio Budgie y que lo trasladarán a la biblioteca (framework) Qt.

## Características

### Software

#### Gestor de paquetes Eopkg
Es el gestor de paquetes que trae por defecto solus-project desde su versión 1.2.0, este gestor está basado en PiSi, y trabaja con paquetes .eopkg los cuales se encuentran en los repositorios oficiales de esta distribución y que para la creación de dichos paquetes, el equipo de solus-project creó una herramienta de empaquetamiento llamada ykpg.

#### Escritorio Budgie
Es un entorno de escritorio basado en Gnome 3 con algunas instrucciones de Gnome 2, lo que lo hace un entorno muy liviano pero con un aspecto moderno. Actualmente se encuentra en su versión 10.2.7 y es mantenido a través de Git-hub por el desarrollador de Solus, Ikey Doherty.

### Arquitectura y otras aplicaciones
Solus se distribuye en la actualidad únicamente para procesadores x86-64 en forma de imagen ISO. Incluye como software básico:  VLC media player y Rhythmbox como reproductores multimedia, Software center, GNOME Archivos, antes Nautilus como gestor de directorios, gnome-term como emulador de terminal gráfico, entre otras, sin incluir software de oficina.

## Versiones

### Lanzamientos puntuales
SolusOS Eveline es la actual versión estable fue lanzada como versión 1.0 el 9 de mayo de 2015. Reemplaza el menú Gnome por el menú Cardapio.
Muchos elementos del sistema son de desarrollo propio como el instalador gráfico y First Run Wizard.
La versión 1.1 fue liberada el 2 de febrero de 2016; en ella se actualizó el sistema a un nuevo núcleo Linux, y también su software.
El 20 de junio de 2016 se liberó la versión 1.2, esta versión introdujo una edición sin Extensión de dirección física (conocido como PAE en inglés) para computadoras antiguas.
SolusOS 1.3 se libera el 18 de febrero de 2016, viene con la versión 3.3.6 del núcleo Linux, Firefox 20, VLC player 2.06 y Thunderbird 17.

### Liberación continua
Desde octubre del 2016 el modelo de desarrollo cambió al tipo "Rolling Relase" (liberación continua). Solus 2017.01.01.0 fue la primera snapshot liberada bajo esta modalidad de desarrollo. Actualmente la versión Solus 4.0 "Fortitude" (lanzada el 17 de marzo del 2019) corresponde a la última rama disponible (4.x).

## Requisitos
Los requisitos mínimos para utilizar SolusOS son 512 MB de memoria RAM, 4 GiB de disco duro y procesador x86-64 de 2.0 Ghz. Aunque se recomienda contar con 2 GiB de RAM, 10 GB en disco duro y procesador mayor a 2.0 Ghz

## Popularidad
Cuenta con más de 2000 usuarios registrados en los foros oficiales, que incluyen subforos en español y en alemán.